# فيليب نويس
فيليب نويس (بالإنجليزية: Phillip Noyce)‏ (المولود 29 أبريل 1950) هو مخرج أفلام أسترالي.

## حياته الشخصية
تزوج بمنتجة الأفلام جان شابمان في الفترة ما بين 1971 و1977. ثم تزوج بجان شارب في الفترة ما بين 1979 و2004 وأنجب معها ولدين. وهو حاليًا متزوج بالمصممة فويو ديازي.

## أعماله
- سولت (2010)
- الانتقام (2001-الآن)

## وصلات خارجية
- فيليب نويس على موقع IMDb (الإنجليزية)
- فيليب نويس على موقع مونزينجر (الألمانية)
- فيليب نويس على موقع ألو سيني (الفرنسية)
- فيليب نويس على موقع أول موفي (الإنجليزية)
- فيليب نويس على موقع بوكس أوفيس موجو (الإنجليزية)
- فيليب نويس على موقع قاعدة بيانات الأفلام السويدية (السويدية)
- فيليب نويس على موقع إن إن دي بي (الإنجليزية)
- فيليب نويس على موقع قاعدة بيانات الفيلم (الإنجليزية)
- فيليب نويس على موقع كينوبويسك (الروسية)